# مملكة ساجينغ
مملكة ساجينغ (بالبورمية: စစ်ကိုင်း နေပြည်တေ) هي مملكة صغيرة حكمها فرع صغير من سلالة مينساينغ من عام 1315 حتى عام 1365. وهي في الأصل مقاطعة ساجينغ الشمالية لمملكة بينيا، وأصبحت مستقلة بحكم الواقع بعد أن حارب الأمير ساو يون بنجاح من أجل الاستقلال عن والده الملك ثيهاذو في 1315-1317. وانفصلت ساجينغ رسميًا عن مملكة بينيا في عام 1325 بعد وفاة ثيهاذو.
ظلت الولاية الشمالية الصغيرة مستقلة على مدى العقود الأربعة التالية بسبب الانقسامات الداخلية في بينيا. وكانت ساجينغ نفسها تعاني من المؤامرات داخل القصر، وسيطر القصر بقيادة ناندا باكيان على سلسلة من الملوك الضعفاء من منتصف ثلاثينيات القرن الثالث عشر حتى خمسينيات القرن الثالث عشر. وفي خمسينيات القرن الثالث عشر، نجحت الأميرة سوي مين في إصلاح علاقة ساجينغ المتوترة مع بينيا من أجل الدفاع المشترك ضد ولاية شان الشمالية في ماو. وتحملت ساجينغ العبء الأكبر من غزوات ماو المتكررة لميانمار العليا (بورما) (1356–1364). بدأ توغل قوات ماو عام 1364، ونهبت القوات عاصمتي ساجينغ وبينيا على التوالي. وفي أعقاب غارة ماو الأخيرة، استولى حفيد ساو يون الأمير ثادو مينبيا على كلتا العاصمتين المدمرتين في عام 1364، وأسس مملكة آفا في عام 1365.
كانت ساجينغ، مثل ابنة عمها الأكبر بينيا، نموذجًا مصغرًا لفترة الممالك الصغيرة المنقسمة (1287-1555). تُذكر المملكة الصغيرة في تاريخ بورما على أنها الدولة التي ولدت آفا، القوة المهيمنة في مناطق ميانمار العليا من القرن الرابع عشر حتى القرن السادس عشر.

## التاريخ

### الأصول

#### وصاية مينساينغ
في نهاية القرن الثالث عشر، كانت ساجينغ هي الولاية الواقعة في أقصى الشمال من مينساينغ، النظام السياسي الذي خلف باغان في وسط بورما. شملت المقاطعة الشمالية وادي مو، أحد مخازن الحبوب الرئيسية الثلاثة في وادي إيراوادي. إلى الشمال من ساجينغ تقع مقاطعة جنغميان التابعة للإمبراطورية المغولية - شمال بورما الحالية وجنوب غرب يونّان، التي انتزعها المغول من إمبراطورية باغان منذ ثمانينيات القرن الثالث عشر. شن المغول غزوًا آخر في عام 1300-1301 لكنهم لم يتمكنوا من اجتياح شمال بورما وتركوا الفكرة في عام 1303.
تسابق حكام مينساينغ - أثينكايا ويازتينجيان وثيهاذو - لاستعادة شمال بورما لكنهم لم يبتعدوا عن تاغونغ. سيطرت ولايات شان المختلفة، التابعة بشكل اسمي للمغول، على كامل القوس الشمالي الغربي إلى الجنوبي الشرقي المحيط بوادي إيراوادي. في عام 1313، أسس ثيهاذو، الأخ الأخير الباقي، مدينة بينيا لتكون خلفًا شرعيًا لدولة باغان. وأبقى عاصمته بينيا التي شيدت حديثًا في مخزن الحبوب في كيايوكسي بدلاً من العاصمة التاريخية باغان، ربما لأن بينيا كانت أقرب إلى وادي مو.